# Alex Silva (Fußballspieler, 1985)
Alex Silva, mit vollem Namen Alex Sandro da Silva (* 10. März 1985 in Amparo, São Paulo) ist ein ehemaliger brasilianischer Fußballspieler.

## Karriere

### Verein
Alex begann seine Karriere bei AA Ponte Preta, für dessen Jugendmannschaften er bis 2003 spielte. Am Anfang des Jahres 2004 wechselte er zum EC Vitória, mit dem er in den Jahren 2003, 2004 und 2005 die Meisterschaft des Bundesstaates Bahia gewann. Im Oktober 2005 wechselte Silva zum Iraty Sport Club, von denen er im Januar 2006 an den FC São Paulo ausgeliehen wurde.
Mit dem FC São Paulo gewann er in den Jahren 2006, 2007 und 2008 die brasilianische Meisterschaft. Am 27. August 2008 unterschrieb Silva einen Vertrag beim Hamburger SV bis 2013. Er war als Nachfolger für den belgischen Nationalspielers Vincent Kompany vorgesehen, der zu Saisonbeginn zu Manchester City gewechselt war. In der Hinrunde der Saison 2008/09 wurde der gelernte Innenverteidiger nach Nigel de Jongs Verletzung überwiegend im defensiven Mittelfeld eingesetzt.
Alex Silva zog sich am 8. Juli 2009 während eines Freundschaftsspiels gegen FC Wacker Innsbruck einen Riss des vorderen Kreuzbandes im Knie zu und fiel acht Monate aus.
Am 23. Januar 2010 kehrte Alex Silva auf Leihbasis bis zum 30. Juli 2011 zum FC São Paulo zurück. In der Sommerpause 2011 wechselte er zum CR Flamengo und unterschrieb einen Vier-Jahres-Vertrag bis 2015. Am 29. März 2012 wurde bekannt gegeben, dass Alex Silva an Cruzeiro Belo Horizonte verliehen wird.
Zwischen August 2013 und April 2015 spielte Alex Silva beim Boa EC, São Bernardo FC und bei Brasiliense FC und von 2017-2019 beim bolivianischen Verein Club Jorge Wilstermann Zurzeit ist er vereinslos.

### Nationalmannschaft
Alex Silva wurde für die Copa América 2007 in Venezuela erstmals in den Kader der brasilianischen Fußballnationalmannschaft berufen. Beim dritten Vorrundenspiel Brasiliens gegen Ecuador absolvierte er sein erstes Länderspiel, als er in der 80. Minute für Dani Alves eingewechselt wurde. Bei den weiteren Spielen kam er nicht zum Einsatz. Brasilien gewann das Turnier durch einen Sieg im Finale gegen Argentinien. Silva nahm auch an den Olympischen Sommerspielen 2008 teil, wo er in fünf von sechs Spielen eingesetzt wurde und die Bronzemedaille gewann.

## Sonstiges
Alex Silvas älterer Bruder Luisão ist ebenfalls Fußballprofi.

## Erfolge
Nationalmannschaft
- Copa América: 2007
- Olympische Bronzemedaille: 2008

EC Vitória
- Campeonato Baiano: 2003, 2004

FC São Paulo
- Brasilianischer Meister: 2006, 2007, 2008

Auszeichnungen
- Bola de Prata: 2010
- Troféu Armando Nogueira: 2010